# Withersdale
Withersdale är en ort i civil parish Mendham, i distriktet Mid Suffolk i grevskapet Suffolk i England. Orten är belägen 1,25 km från Metfield. Withersdale var en civil parish fram till 1885 när blev den en del av Mendham, Metfield och Linstead Parva. Civil parish hade 158 invånare år 1881. Byn nämndes i Domedagsboken (Domesday Book) år 1086, och kallades då Weresdel.